# Цилюрики
Цилю́рики, в 19 веке Цирю́лик (укр. Цилюрики) — село в Одноробовском сельском совете Золочевского района Харьковской области Украины.
Код КОАТУУ — 6322684511. Население по переписи 2001 года составляет 45 (21/24 м/ж) человек.

## Географическое положение
Село Цилюрики находится на расстоянии в 3 км от реки Уды (правый берег), по селу протекает безымянная речушка с большой запрудой, на расстоянии в 2 км расположены сёла Стогнии, Одноробовка, Постольное, Андреевка, Барановка, посёлок Снеги.
Рядом с селом проходит железная дорога, станция Снеги.

## История
- 1700 — дата основания.
- В середине 19 века хутор назывался Цирюлик (Левченко).[1]

## Экономика
- Молочно-товарная ферма.

## Объекты социальной сферы
- Школа.